# 緒川藩
緒川藩（おがわはん）は、尾張国知多郡緒川（現在の愛知県知多郡東浦町緒川）を所領として、江戸幕府開府前後の短期間存在した藩。戦国期に緒川城を拠点とした水野氏出身の水野分長（徳川家康の従弟）が、1601年に9820石の知行地を認められて成立したが、5年後に三河新城藩に1万石で移されて廃藩となった。「小川藩」・「小河藩」とも表記される。

## 歴史

### 前史
緒川は、古くは小川、または小河とも呼ばれ、鎌倉時代は小河氏が支配していた。室町時代より戦国期にかけての小河氏の末裔と称する水野氏の本拠地となる。水野忠政の娘・於大の方は徳川家康の生母にあたる。於大の方の兄・水野信元（忠政の二男）は織田信長と徳川家康を結びつける役割を果たしたものの、天正3年（1575年）に殺害された。以後、緒川は佐久間信盛領となり、佐久間信盛の追放後は水野忠守（忠政の四男）の所領になったともされるが、その後信守も緒川城を退去したともされ、緒川の領主関係ははっきりしない（水野氏参照）。

### 水野分長の活動
水野分長は、水野忠分（忠政の八男）の子である。父の忠分は織田信長に従い、天正6年（1578年）に戦死した。天正12年（1584年）の小牧の戦いに際して、分長は「小河常滑の諸士」とともに徳川家康に従い、3月18日に本領安堵の朱印状を出されている。その後、叔父の水野忠重（忠政の九男）に附属され、長久手の戦いや小田原合戦に従った。一時、叔父の下を離れ蒲生氏郷に仕えているが、慶長4年（1599年）に召し出されて徳川家康に仕えることとなり、大番頭を務めた。慶長5年（1600年）には関ヶ原の戦いに参加した。
慶長6年（1601年）、知多郡内の小河（緒川）その他で9820石の知行地が与えられた。これによって「緒川藩」が立藩したと見なされる。1万石にわずかに満たず、一般的な「大名」「藩」の定義には含まれないが、この時期には「大名」と他の将軍直臣（旗本）の格式の境界を1万石とする明確な基準がまだ成立していないという説がある。慶長9年（1604年）には従五位下備後守に叙任された。
緒川城（高藪城）主となった分長の事績としては、水野氏の菩提寺である乾坤院への寄進や、於大の方が帰依した善導寺の移築などが記録されている。
慶長11年（1606年）6月、分長は所領を三河国に移され、新城藩1万石の領主となった。これにより、緒川藩は5年で廃藩となった。なお、緒川は清洲藩主松平忠吉に加増分として与えられた。

## 歴代藩主
水野家
9820石。譜代。
1. 水野分長（わけなが）